# Filippo Taglioni
Filippo Taglioni født 5. november 1777, død 11. februar 1871 var en italiensk balletdanser, koreograf og personlig lærer for sin datter, den berømte romantiske ballerina Marie Taglioni. Hans søn Paul Taglioni dansede også ballet. Og selvom August Bournonvilles versionen er bedre kendt, var det Taglioni der var den oprindelige koreograf af Sylfiden, i 1832.